# Королево (Калужская область)
Королёво — деревня в Медынском районе Калужской области России, в составе сельского поселения «Село Кременское».

## География
Деревня Королёво находится на северо-западе от Калуги по направлению к Смоленской области. Королёво до магистрали М3 отделяет значительное расстояние — 54 км. Расстояние до Калуги 64 км, до Расстояние до Москвы: 197 км, расстояние до Медыни 14 км. Ближайшие населенные пункты: Воскресенки (2 км), Громыкино (2 км), Ердово (1 км), Ивановское (4 км),  Кременское (3 км), Подсосенки (3 км), Прудки (5 км), Тишинино (4 км).

## Население
| 2002 | 2010 |
| ---- | ---- |
| 8    | ↘5   |